# Joint Base Pearl Harbor-Hickam

i7
i11
i13
Der Flugplatz der Joint Base Pearl Harbor-Hickam (früher Hickam Air Force Base/Hickam AFB, davor Hickam Field, ICAO-Code: PHIK) im Bundesstaat Hawaii ist ein Stützpunkt der US-Streitkräfte; der Militärflugplatz beherbergt unter anderem das Hauptquartier der Pacific Air Forces (PACAF), einer Luftflotte der United States Air Force.
Die Basis liegt auf Oʻahu unmittelbar westlich vom Honolulu International Airport und teilt sich mit diesem die vier Start- und Landebahnen 04L/22R (2120 m), 04R/22L (2745 m), 08L/26R (3750 m) und 08R/26L (3660 m).
Der Stützpunkt war darüber hinaus Sitz des Joint POW/MIA Accounting Command, einer Arbeitsgruppe des Verteidigungsministeriums der Vereinigten Staaten zur Suche nach Kriegsgefangenen (englisch Prisoner of War, POW) und vermissten Soldaten (englisch Missing in action, MIA) aller Teilstreitkräfte der Streitkräfte der Vereinigten Staaten (2015 Auflösung und Integration in Dienststelle des Pentagon).

## Geschichte
Im Jahr 1934 beschloss das US Army Air Corps den Bau eines neuen Flugfeldes auf Oʻahu. Es erhielt noch während der Bauphase – am 31. Mai 1935 – den Namen Hickam Field, nach Horace Meek Hickam (* 14. August 1885 in Indiana), einem Offizier und Förderer der frühen Luftwaffe, der am 5. November 1934 bei einer Bruchlandung in Texas ums Leben gekommen war.
Die ersten Flugzeuge wurden im September 1937 von der nahen Ford-Insel hierhin verlegt; die offizielle Inbetriebnahme von Hickam Field fand am 15. September 1938 statt. Damit wurde es der wichtigste militärische Flugplatz von Hawaii. Hickam war als einziger groß genug, die B-17-Bomber aufzunehmen.
Beim Angriff auf Pearl Harbor am 7. Dezember 1941 wurde auch der Flugplatz attackiert. Dabei starben 139 Menschen und rund 300 erlitten Verletzungen. Im weiteren Verlauf des Pazifikkrieges – wie auch im Koreakrieg und während des Vietnamkriegs – war die Basis von großer strategischer Bedeutung für Nachschub- und Überführungsflüge. Nach dem Zweiten Weltkrieg erfolgte die Umbenennung in Hickam Air Force Base.
Seit dem 1. Juli 1957 liegt hier das Hauptquartier der Pacific Air Forces (PACAF) der USAF. Im Mai 2005 verlegte die USAF die 13th Air Force von der Andersen Air Force Base nach Hickam. Sie wird seit Juni 2005 durch die Kenney Warfighting Headquarters ergänzt. Am 8. Februar 2006 erhielt der Stützpunkt sein erstes von geplanten acht Transportflugzeugen des Typ C-17 Globemaster III.
Während der Betriebszeit des Space Shuttle war die Hickam Air Force Base ein „erweiterter Notlandeplatz“ (Augmented Emergency Landing Site) und hielt sich für außerplanmäßige Landungen bereit. Seit dem 16. September 1985 ist der Flugplatz ein National Historic Landmark. Gleichzeitig wurde die Joint Base Pearl Harbor-Hickam als Historic District in das National Register of Historic Places aufgenommen.

## Zwischenfälle
- Am 2. Januar 1964 verschwand eine Douglas C-124C Globemaster II der United States Air Force (USAF) (Luftfahrzeugkennzeichen 52-0968) auf dem Flug vom Flugplatz Wake Island zur Honolulu-Hickam Air Force Base. Die Maschine ging wohl rund 1200 Kilometer westlich des Zielflughafens im Pazifischen Ozean nieder. Alle 9 Insassen, acht Besatzungsmitglieder und ein Passagier, werden seither vermisst.[4]